# 河村唯
河村 唯（かわむら ゆい、1989年8月5日 - ）は、日本の女性マルチタレント、ダンス講師、振付師。女性アイドルグループ・アイドリング!!!の元メンバーであり、その後継集団メンテナンスにも籍を置く。愛称および別名義はうめ子。静岡県浜松市出身。フリーランス。

## 略歴

### 黎明期（ - 2007年）
ダンス&ボーカルグループのSPEEDに憧れて小学4年生からダンススクールに通い始め、2001年ごろよりジュニアアイドルとして雑誌、イメージビデオなどに出演。
コニープロモーションに所属し、2004年に静岡発のローカルアイドルグループ「こねこねこ」の初代メンバーとして活動。同年5月26日、シングル『Sailing』で、ユニバーサルミュージックよりCDデビュー。
高校進学を機に芸能活動から離れていたが、2006年、モーニング娘。Happy8期オーディションに応募し、名古屋で開催された1次予選を通過するも落選。

### プロダクション尾木時代

#### アイドリング!!!期（2008年 - 2015年）
2008年、女性アイドルグループ「アイドリング!!! 」のオーディションに合格し、12号として加入。芸能事務所プロダクション尾木に所属する。高校卒業後の同年4月に上京し活動開始。
2009年
10月、『東京DOGS』でドラマ初出演。
12月、『MOTHER 〜特攻の母 鳥濱トメ物語〜』で舞台初出演。以降、多数の舞台に出演する。
2010年
4月19日、公式ブログを開設。
6月、初の冠番組『ルーリーうめ子のなんでもやります課???』の放送開始。
2011年
8月、『問題のない私たち』に出演し、舞台初主演を務める。
12月、地元・静岡の情報番組『個店へGO!』にレギュラー出演。
2012年
1月、ドラマ『特命係長 只野仁ファイナル』に出演。冠番組『河村唯 プレミアム放送』を開始。
8月5日、大型アイドルイベント『TOKYO IDOL FESTIVAL 2012』にて、冠企画「スナックうめ子」「川村梅子モーニング歌謡ショー」を開催。
2013年
3月、アイドリング!!!定期公演で、河村唯プロデュースライブを開催する。これ以降、不定期にプロデュースに関わっていく。
4月、トーク番組『古坂大魔王のカツアゲ!』にレギュラー出演。
7月、『TOKYO IDOL FESTIVAL 2013』にて、ロックギタリストである実父と共演を果たす。
11月、冠番組『横河放課後学習塾』の放送開始。
2014年
4月、主演舞台『POLYMPIC TOKYO!』が上演。
9月11日、Twitter公式アカウントを開設。
2015年 アイドリング!!!卒業
3月、主演舞台『ハッピー・ウエディング！』が上演。
5月、出演したぷよぷよシリーズ24(ぷよ)周年記念舞台『ぷよぷよ オンステージ』が上演。
10月、約7年半在籍したアイドリング!!!を卒業。

#### ソロ活動期（2015年 - 2021年）
11月、よゐこ濱口主催『はまぐちコントサークル』に出演。その濱口が発起人となり、アイドリング!!!OG主体による後継集団「メンテナンス」が発足、メンバー2号として参加する。
12月、主演舞台『ホテル・プラチナアイランド』が上演。
2016年
1月、出演舞台『浅草あちゃらか』が上演。
2月、梅酒名義の冠番組『梅酒の休肝日』を開始。朗読歌唱劇『あの日、たしかに私たちは「アイドル」だった。＜2016＞』に出演。
4月、出演舞台『浅草DOGDAYS』が上演。
5月、Booing!!!（橘ゆりか・倉田瑠夏）主催ライブ『SMKT 69demo League vol.6』にソロ出演し、メンテナンス名義の楽曲を初パフォーマンス。以後、ソロライブ活動を始める。
6月、舞台『COLORS』に出演し、梅酒の同僚・酒井瞳と共演。
7月、AMESTAGE『河村唯チャンネル』を開設。デリシャカス2016イベント『河村唯 in デリシャカス』で、初の単独冠ライブを実施。憧れだったSPEEDの元プロデューサー・伊秩弘将が主催する定期ライブ『IJICHI's Living Door』に初参加。以降不定期に出演する。
8月、舞台『歩いてみやがれ!』で、アイドリング!!!の同僚だった外岡えりかと共演。冠ライブ『河村唯 in デリシャカス』に2度目の出演。フジテレビ主催『お台場みんなの夢大陸』で、梅酒名義の単独ライブを開催。
10月、配信番組の企画にて、渋谷で初のゲリラライブを敢行。
11月、出演舞台『DADDY WHO?』が上演。
12月、出演舞台『東京のぺいん』が上演。DJ集団"申し訳"主催ライブ『(有)申し訳AFTERNOON 20周年SP』に、かつての同僚らとアイドリング!!!OG名義で出演。
2017年
2月、出演舞台『｢戦国BASARA」関ヶ原の戦い』が上演され、故郷の女傑・井伊直虎 役を演じる。
5月、常連出演している定期ライブ『IJICHI's Living Door』にて、初めてオリジナル曲のみを実演。シンガーソングライター用のSNSを開設。
6月、ヒロイン出演舞台『GHOST MIX』が上演。
7月、劇団東少の伝統的ミュージカル 三越ファミリー劇場『人魚姫』に出演し、初のミュージカル舞台を踏む。8月には同舞台地方ツアーで故郷・静岡県にて凱旋公演し、9月末の大千秋楽まで約2か月半務め上げた。
8月、フジテレビ主催『お台場みんなの夢大陸』の企画にて、前年に続き梅酒名義のライブを実施。
9月、アイドリング!!!OGが集結した次世代への新番組『アイドルING!!!』に参加。
12月、引退するかつてのアイドリング!!!の同僚・遠藤舞のラストライブにて最後の共演。
2018年
2月、出演舞台『BADASS PSY-KICKS!』が上演。
6月、前年に続き出演の劇団東少ミュージカル『人魚姫』の夏公演が開始。
8月、『TOKYO IDOL FESTIVAL 2018』に9年連続の参加。出演舞台『春過ぎて、アルタイル』が上演。
10月、出演した再演舞台『午前5時47分の時計台 2018』および、舞台『GOD'S AND DEATH』が上演。
11月、ベトナムにて日越文化交流イベント『KANAGAWA FESTIVAL in HANOI』に参加。以降、ベトナム交流のプログラムに携わるようになる。
2019年
2月、ベトナムの旧正月を祝う現地ホイアンのカウントダウンイベント「Hoi tet nguyen dan ky hoi 2019」に参加。
6月、国内最大の日越文化交流イベント『ベトナムフェスティバル 2019』に参加し、長年MCを担当しているアイドリング!!!の元同僚フォンチーと約5年ぶりに共演。
8月、『TOKYO IDOL FESTIVAL』の10周年企画としてアイドリング!!!が4年ぶり1日限りの復活を果たし、一員として参加。
11月、YouTubeチャンネルを開設。日越文化交流イベント『KANAGAWA FESTIVAL in HANOI』に、前年に続き参加。
2020年
ダンス指導員の資格を取得し、アイドル向けダンス講師の仕事も始める。
10月、『TOKYO IDOL FESTIVAL オンライン2020』に11年連続の参加。月末、古巣アイドリング!!!最後の同窓会番組『バカリズム特番』に参加。
2021年
9月、テレビ番組『ミリオンバイヤー』に出演。
10月、『TOKYO IDOL FESTIVAL 2021』に12年連続の参加。
12月、年内をもってプロダクション尾木を退所し、しばらくはフリーランスで活動。

### number2時代（2022年 - 2024年3月）
2022年
2月、パーソナルのリモートダンス教室を開講。
4月、rootsの芸能部門「number2」への所属を報告。
5月、ゲスト出演ながら約3年半ぶりに舞台出演を再開。レギュラー出演していた伊秩弘将定期ライブ『IJICHI's Living Door』に約2年ぶりの参加。
7月から劇団東少ミュージカルの夏公演ツアーに4年ぶりに出演。
8月、『TOKYO IDOL FESTIVAL 2022』に13年連続の参加。
2023年
8月、『TOKYO IDOL FESTIVAL 2023』に14年連続の参加。
9月、FC東京のイベント「東京ドロンパ BIRTHDAY PARTY」に、1日限りで再結成されたアイド“ロ”ング!!!として出演。

### フリーランス期（2024年4月 - ）
2024年
number2を退所し、4月よりフリーランスで活動する。
8月、『TOKYO IDOL FESTIVAL 2024』に15年連続の参加。
2025年
8月、『TOKYO IDOL FESTIVAL 2025』にてTIF15周年および全員卒業から10年の節目を記念してアイドリング!!!が1日限りの復活をし参加、個人では16年連続の参加。

## 人物
趣味・特技は、歌・作詞作曲・弾き語り・サウナ。小中学校ではジャズダンスやタップダンスを習っていた。ただ、自分の踊りは「タコ踊り」だと評している。チャームポイントは鼻の穴。
敬愛する有名人は「SPEED」。サブカルチャーは「サンリオ (ハローキティ)」「クレヨンしんちゃん」「ぷよぷよ」など（詳細は下記 #サブカルチャー参照）。
- 愛称

愛称は「うめ子」。名付け親は、学生時代の同級生であった事を明かしている。実名よりも愛称の方が浸透してしまい、自身も芸名を「うめ子」に変えたいくらいだと述べている。SNSユーザー名は実名と併記であったり、実名無しの「うめ子」のみとされたりもする。
- 学歴・資格・免許

小学校3年生から高校3年生までの9年間連続して、学級委員を務めていた。静岡県立浜松商業高等学校出身で、在学中は演劇部に所属。作文や台本を書く事も得意で、現役部員時代に脚本を担当した作品は、今でも演目に上がることがある。
学生時代に『全商簿記検定3級』『全商情報処理検定2級』『日本語ワープロ検定3級』を取得。
普通自動車免許を所持している。帰省した際はハンドルを握るが、本人の弁によれば運転は荒いとのこと。
2015年には『漢検3級』に合格している。これは、アイドリング!!!の同僚であった酒井瞳・長野せりな・朝日奈央と共に受検し、酒井の冠番組で合否の結果を確認した。
2020年頃に、JDAC認定ダンス指導員2級を取得している。
- 家族

父は、浜松のスラッシュメタル・バンド「Ground Zero」のボーカル兼ギタリスト、KAWAMURA(河村勉)だとアイドリング!!!の企画「身内自慢選手権」で明らかにした。また、アイドリング!!!ライブ内のロックバンド企画で、父のギターを使用した事もある。父は歌に対して厳しいと述べる一方、KAWAMURAはオフィシャルブログにて、娘の活動を応援する様子などを綴っている。
その父親がレギュラー番組『アイドリング!!!』にゲスト出演した際、娘について「わがままで向こう気が強く、時々キレて泣く」「SPEEDに憧れて、ダンススクールに通ったのも事後報告で、金銭面も含め困ってしまった」「自分はロック音楽をやっていたため、小さい時の娘と一緒に動物園とかに行っても恥ずかしくて、手を繋ぐとかしてあげられなかった」などのエピソードを語った。
妹は、システムエンジニアでもあったタレント・女優の河村舞（元BABYWOLF、別名: まいまい）。9歳下の弟がいる。

### エピソード
ハムスターが好きで、中学生時代、10匹以上に名前を付けて飼育し、二足歩行などの芸を教えていた。
はんにゃ、フルーツポンチらのファンであり、お笑いポポロを購読していた。他のお笑いも含め、ライブDVDを購入して見るのが趣味。また「バラエティー番組を録画して面白いところを編集する」のも趣味としており、DVD/HDDレコーダー全盛の2009年の時点でVHSレコーダーを購入した。

### 音楽関連
- 貪欲姿勢

アイドリング!!!時代、音楽部門の活動には特に貪欲だった。開催していた定期ライブでは、各公演の演出をMCも兼ねて仕切る事が多かった。渋はちライブでは、台本を書いたりして数度のプロデュースも行っている。楽曲のパフォーマンスに対しても貪欲で、歌や振り付けなどで複数のパートを会得するよう努力していた。また、番組スタッフそれぞれと、一度は曲構成で意見の衝突があった事を明かし、安易に妥協したくない気持ちを述べている。
- 親子共演

大型アイドルフェス『TOKYO IDOL FESTIVAL 2013』にて、ロックギタリストの父親と共演が実現し、オリジナルのメタルソングを披露した。翌年の同イベントでも共演し、アイドリング!!!の同僚・酒井瞳の復帰ステージのギター演奏を父が担当して、盛り上げに一役買った。翌々年にも登場した際には、母親も帯同し家族3人で熱唱した。
- 創作活動

アイドリング!!!卒業後も歌に関わる活動をしたいと希望し、その後ソロやユニットで活動している。2016年秋頃からオリジナル曲の創作を開始し、シンガーソングライターとしての活動も始めた。創作した楽曲は「発表する程でもないクソみたいな歌」と自虐し、Quickly Songに掛けて『クソング』と名付けている。ソフトアーティスト（別名シンガー"クソング"ライター）と自称して時折対バン等に出演し、完成曲を女性ギタリスト・SATTYのアコギ協力の元で披露している。

### サブカルチャー
- 「サンリオ」

幼少の頃から『サンリオ』のキャラクター「ハローキティ｣(特にイチゴマン）が大好きで、関連テーマパーク・サンリオピューロランドに浜松市在住の頃より頻繁に訪れている。他にも「シナモロール」「マイメロディ」「ポムポムプリン」などのキャラクターや様子をSNSを通じて時折紹介し、年間パスも所持している。そして「いつかはピューロランドのステージに立つのが夢」と語っている。
- 「ぷよぷよ」

セガのビデオゲーム『ぷよぷよ』と関わりがある。同ゲームと所属グループ・アイドリング!!!が、コラボした経緯で結成された期間限定ユニット「ぷよぷよアイドリング!!!」に所属していた。『ぷよぷよ7』のイメージソングをリリースしたり、2009年度の東京ゲームショウ内で、同ゲームのプロモーションにも出席している。以来、「ぷよぷよシリーズ」の大ファンになっている。
2011年、ぷよぷよ誕生20周年にも同ゲームコラボ第2弾が企画され、記念作品『ぷよぷよ!! Puyopuyo 20th anniversary』のイメージソングに参加した。
2015年5月には、ぷよぷよシリーズ24(ぷよ)周年記念で舞台化された『ぷよぷよ オンステージ』に、ゲーム内の主要キャラクター・りんご役で出演している。

## グループ活動

### アイドリング!!!関連
- 2期生

アイドリング!!!では12号、イメージフラワーは「スイートピー」。歴代メンバーの内、森田涼花・長野せりな・酒井瞳・朝日奈央・菊地亜美・三宅ひとみ・ミシェル未来・小林麻衣愛と同期である。
- キャラクター

向上心が強いため、勝ち気や自己主張が前面に出てしまうタイプで、それらを一部のメンバーからは「5歳児のようだ」と揶揄されていた。本番中でもスタッフに苦言を吐いた事があり、番組ディレクターだった森洋介から「もう少し穏やかになった方がいい」と意見されている。その一方で、一歩引いて相手の様子を窺い、見つめて観察する時がある。アイドリング!!!2期生によれば、控え室ではそのようにクールと評されていた。また、上京してからの貧乏エピソードを明かす事が多く、アイドリング!!!MCバカリズムから度々同情されていた。
番組やイベントなどの場面において、当初はキャラクターの変貌が激しく、掴み所のない性格であった。ライブでは、客席を煽り非常にホットな動きを見せる反面、後述の付き合いの悪さや、後ろ向きでネガティブな言動を見せていた。それらについては、後日ブログで釈明を行っている。
- 老けキャラ / 凱旋

生気の抜けた様な振る舞いをすることがあり、老けキャラとして扱われる事があった。また、年少メンバー達に対しては、勉強を見てやったり、帰りが一緒なら食事に誘ったりしている。そのためメンバーからは「おかあさん」「おばさん」とあだ名される場面も多かった。
2008年10月よりアイドリング!!!日記（アイドリング!!!地上波版）がテレビ静岡でネットされ、故郷に錦を飾ることとなった（2011年3月でネット終了）。その際の番組内CMでは、絣と茜襷、手甲を身に着けた、茶摘み娘姿で登場した。また、同局で行われたイベントにチーム中堅の一員として参加し、凱旋ライブなどを行った。
- メンバーとの関係

歴代メンバーの内、横山ルリカ・清久レイア（2014年末に芸能界引退）とは同じ事務所に所属。横山は事務所の先輩でありながら、年齢が2つ下である歪な関係である為、当初は互いに気を使い「ルリカちゃん」、「唯ちゃん・河村さん」と呼び合っていた。グループ加入当初、横山からタメ口にするよう請われたが「マネージャーさんに怒られる」と断った事もある。2010年から共演した冠番組などがあり、個人活動の付き合いも長い。
当初はプライベートで、メンバーとの交流に積極的ではなかった。先輩・小泉瑠美に至っては、2期生加入直後の顔合わせ以来、ほとんど会話していない。後日ブログにて、真意は帰省などに掛かる費用を捻出するための節約であると弁明しているが、人と壁を作るような自身の性格を「人見知り」とかではなく「自分の無知で話が合わないのが怖い」と述べている。その後、自身が年長となるにしたがって、年下の後輩と親睦を持つようになった。同世代のメンバーとも交流はあるが、上述の理由で会話に緊張する事があるから、「年下と付き合う方が、気を使わないで楽だ」と語っている。

#### アイドリング!!!卒業
2015年10月末日、アイドリング!!!の活動終了に伴いグループを卒業した。約7年半在籍し、シングル20枚・アルバム6枚参加などの実績を残している。レギュラー番組『アイドリング!!!』にも同期間900回以上出演した。
- 卒業コメント

「一部のファンからは、キャラクターの付き合いで応援されていた事は知っていた。それでも支えてくれた方々には感謝している」と述べている。
番組MC・バカリズム升野について、「2期生という追加メンバーに否定的な流れもあった当時、升野は当初から擁護してくれていた。結果を出して褒められた事が励みになった。ずっと恩師として崇めていきたい」と語り、運営側については、「スタッフと揉めた事もあったが、5年前にグループを辞めたいと漏らした時、引き留めてくれた事で最後まで全うできた」と、それぞれに謝意を示した。
メンバーについては、「20代前半にヘルニアになり、パフォーマンスに支障をきたし始めた。それから支え合うようになり、助け合いの大事を学んだ」と明かし、「グループ内の世代交代が進む中、自分の限界を感じ始めた。この卒業は、いいタイミングだった」と本音を漏らしている。
今後について、「晩年は無理をしてアイドルを演じていた。一番やりたいのは歌。路上スタートでもいいから続けたい」と意欲を語った。

### メンテナンス関連
アイドリング!!!後継集団「メンテナンス」
2015年11月28日、活動終了した女性アイドルグループ「アイドリング!!!」のOG主体による後継アイドル集団「メンテナンス」が発足し、メンバー2号として参画した。主にトーク番組や音楽ライブなどを中心に活動し、アイドリング!!!時代の芸風を引き継いでいる。また、メンバーはあくまで個人の活動を最優先し、非常に緩く集合離散しているのが特徴。毎年、大型アイドルイベント『TOKYO IDOL FESTIVAL』出演を最大目標に時々活動している。

#### 梅酒 関連
女性コンビ「梅酒」（うめしゅ）
アイドリング!!!の同期で歳も同じ酒井瞳とは、番組やライブで「コンビ」として扱われる機会が多く、それぞれの愛称や名字から取り「梅酒」とあだ名されている。アイドリング!!!5thアルバム『GOLD EXPERIENCE』には、そのユニット「梅酒」の歌唱曲「あこがれアドレイション」が収録されている。酒井が長期の体調不良から復帰したイベントで同曲を歌唱した際、自身は感無量となり涙ぐんで復帰を喜んだ。
アイドリング!!!卒業後もコンビを継続し、同名義で各企画に参加したり、冠番組も開始している。女性アイドル集団「メンテナンス」傘下に所属。
- 「スナックうめ子」

梅酒コンビの原点でもあり、アイドリング!!!時代の大型アイドルフェス『TOKYO IDOL FESTIVAL』から誕生したトーク企画。当人達が文字通りスナックバーを営むママ（河村）とチーママ（酒井）に扮し、様々なアイドルをゲストに迎えて普段は言えない裏話を暴露。アイドル達が身を削るトークが好評を博し、夜の定番プログラムとして定着した。

## 出演

### テレビ
（レギュラー・準レギュラー・特別出演のみ記載）
- アイドリング!!!（2008年4月 - 2015年10月、フジテレビワンツーネクスト） - アイドリング!!!12号
- アイドリング!!!日記 → アイドリング!!! (地上波版)（2008年4月 - 2015年11月、フジテレビ、フジテレビONE）
- ルーリーうめ子のなんでもやります課???（2010年6月3日 - 2015年6月、Pigoo HD[注 7]）
- 個店へGO!（2011年12月 - 2012年3月、テレビ静岡）
- ザ・カセットテープ・ミュージック（BS12 トゥエルビ） - 月替わりアシスタントMC（カセットガール）[69]
  - シーズン1（2018年3月 - 2021年9月）
  - 特番期（2021年12月26日）
  - シーズン2（2022年11月）
  - シーズン2.1（2023年11月 - 2024年9月）
- バカリズム特番（2020年9月1日（8月31日深夜）・10月30日、フジテレビONE）
- ミリオンバイヤー（2021年9月、ABC朝日放送）
- ヒロミ・指原の“恋のお世話始めました”（2022年4月、テレビ朝日）[70]

### ドラマ
- 東京DOGS 第2話（2009年10月26日、フジテレビ）
- 特命係長 只野仁ファイナル（2012年1月6日・7日、テレビ朝日）

### 舞台
2009年
- エアースタジオ『MOTHER 〜特攻の母 鳥濱トメ物語〜』(2009年12月9日 - 13日、新国立劇場 小劇場)

2011年
- “STRAYDOG”
  - 『へなちょこヴィーナス』(2011年1月26日 - 30日、ポケットスクエア 劇場MOMO)
  - 『女の子ものがたり』(2011年4月30日 - 5月8日、赤坂RED/THEATER)
  - 『問題のない私たち』(2011年8月11日・14日、ポケットスクエア テアトルBONBON) - 主演・笹岡澪 役[5]
- UMAN『リボンの騎士〜鷲尾高校演劇部奮闘記〜』（2011年2月26日 - 27日、神奈川県立青少年センターホール) - ダンス同好会リーダー 役
- にほんのうた実行委員会『幸福レコード（ハピネスレコード）』(2011年10月17日 - 25日、相鉄本多劇場) - 赤星珊瑚 役

2012年
- “STRAYDOG”
  - 『問題のない私たち』(2012年4月6日 - 8日、座・高円寺1) - 主演・笹岡澪 役
  - 『女の子ものがたり』(2012年10月18日 - 21日、紀伊國屋ホール)
- CORNFLAKES『体感季節』(2012年5月24日、中目黒キンケロ・シアター)
- 猫☆魂『ライン』(2012年12月5日 - 9日、新宿 シアターサンモール) - ユリ（渡部百合） 役[71]

2014年
- 天才劇団バカバッカ Vol.13『POLYMPIC TOKYO!』(2014年4月9日 - 13日、吉祥寺シアター) - 主演

2015年
- 100点un・チョイス！ 旗揚げ公演『とけないまま、とけていく』(2015年1月14日 - 18日、中目黒キンケロ・シアター)
- 天才劇団バカバッカ
  - Vol.15『ハッピー・ウエディング！』(2015年3月11日 - 17日、品川 六行会ホール) - 主演ヒロイン・清野みさ 役
  - Vol.16『ホテル・プラチナアイランド』(2015年12月9日 - 13日、品川 六行会ホール) - 主演ヒロイン・虎井せいら 役
- レイネット『ぷよぷよ オンステージ』(2015年5月2日 - 6日、赤坂ACTシアター) - あんどうりんご 役
- Xカンパニー旗揚げ公演『泡の恋』(2015年12月26日、浅草 アサヒ・アートスクエア) - 日替わりゲスト

2016年
- 東京パフォーマーズ倶楽部 第11回公演『浅草あちゃらか』(2016年1月20日 - 24日、新宿 シアターサンモール) - 下條美咲 役
- 朗読歌唱劇『あの日、たしかに私たちは「アイドル」だった。＜2016＞』(2016年2月19日 - 21日、ニッポン放送イマジンスタジオ)
- 朝劇 浅草『浅草DOGDAYS』(2016年4月3日・4日、7月2日、浅草六区ゆめまち劇場) - チワ 役
- 朝劇 西新宿『恋の遠心力』(2016年4月27日・5月1日、西新宿GLASS DANCE) - 日替わりゲスト
- 天才劇団バカバッカ
  - Vol.17『COLORS』(2016年6月10日 - 19日、吉祥寺シアター) - 宇宙人アークトゥルス 役
  - Vol.18『DADDY WHO?』(2016年11月16日 - 20日・25日、新宿 サンモールスタジオ)
- ズッキュン娘 第10回本公演『歩いてみやがれ！』(2016年8月10日 - 14日、南大塚ホール) - 梅本さん 役
- 劇団コラソン 第40回記念公演『ブタの穴』(2016年11月21日、新宿SAMURAI) - ゲスト
- ぐりむの法則『東京のぺいん』(2016年12月7日 - 11日、新宿村LIVE) - 琴音 役

2017年
- 斬劇『戦国BASARA』関ヶ原の戦い - 井伊直虎 役[72]
  - 東京公演 (2017年2月3日 - 12日、天王洲 銀河劇場)
  - 大阪公演 (2017年2月17日 - 19日、梅田芸術劇場 シアター・ドラマシティ)
- 劇団虚幻癖 番外公演『GHOST MIX』(2017年6月27日 - 7月2日、中野 ポケットスクエア テアトルBONBON) - ヒロイン・神谷アンナ 役
- 朝劇 西新宿
  - 『恋の遠心力』(2017年6月18日、西新宿GLASS DANCE) - 日替わりゲスト
  - 『愛の回転式』(2017年10月29日・12月06日、西新宿GLASS DANCE) - 日替わりゲスト
- 劇団東少ミュージカル『人魚姫』 - 隣国の王女 役
  - 本公演 (2017年7月22日 - 26日、日本橋 三越劇場)
  - 夏公演ツアー (2017年7月30日 - 9月30日、四街道市/丹波市/勝央町/焼津市/津市/里庄町/川越市/志木市/川崎市/府中市/牟岐町/阿波市/西東京市)
- 100点un・チョイス！ 番外公演vol.2『Who are you?』(2017年9月16日・17日、浅草六区ゆめまち劇場) - 日替わりゲスト

2018年
- 天才劇団バカバッカ
  - Vol.19『BADASS PSY-KICKS!』(2018年2月23日 - 3月4日、品川 六行会ホール)
  - Vol.20『GOD'S AND DEATH』(2018年10月31日 - 11月4日、ラゾーナ川崎プラザソル) - 女医 役
- 劇団コラソン 第57回公演『あさひの挑戦状 11』(2018年5月28日、新宿SAMURAI)
- 劇団東少ミュージカル『人魚姫』2018夏公演ツアー (2018年6月28日 - 9月9日、横浜市/北杜市/紀の川市/上富田町/福島市/倉敷市) - 隣国の王女 役
- マウンテン一家 旗揚げ公演『4.5劣等』(2018年7月5日、池ノ上 Bar GARIGARI) - 日替わりゲスト
- ケイポイント『春過ぎて、アルタイル』(2018年8月21日 - 26日、浅草九劇) - 西園寺光 役
- 劇団山本屋『午前5時47分の時計台 2018』(2018年10月5日 - 8日、練馬 IMAホール) - 犬のクラリス 役

2022年
- 朝プロダクション
  - 『恋の遠心力』(2022年1月10日、NOS Bar&Dining 恵比寿) - 日替わりゲスト[73]
  - 『朝シェイクスピア〜30分でわかるマクベス〜』(2022年5月1日、池袋 Mixalive TOKYO Hall Mixa) - 日替わりゲスト
- 劇団東少ミュージカル『眠れる森の美女』 - 料理番の娘 役
  - 夏公演ツアー（2022年7月16日 - 9月11日、みどり市/川崎市/北杜市/倉敷市/江戸川区）

### 配信テレビ・アプリ
- 河村唯 プレミアム放送（2012年1月27日 - 2015年7月、AmebaStudio）
- 古坂大魔王のカツアゲ!（2013年4月 - 6月、Ameba Studio） - アシスタントMC
  - 古坂大魔王＆パンサーのカツアゲ! 最終回SP（2017年3月28日、AbemaTV）[74]
- 横河放課後学習塾（2013年11月 - 2015年7月、Ameba Studio）
- きみだけLIVE『たまには、お話しましょう会』(mixi) - 元アイドリング!!!企画
  - 春(2016年4月3日） 秋(2016年10月13日）
- 河村唯チャンネル（2016年7月 - 2017年3月、AMESTAGE）
- アイドルING!!!〜ネクスト育成ング!!!（2017年10月 - 2018年12月、FRESH!）※2017年9月パイロット版放送あり
- 猫舌SHOWROOM「豪の部屋」(2019年2月、SHOWROOM)
- ザ・カセットテープ・ミュージック ～みんなで飲もう、オンラインパーティ～（2020年8月4日、streaming+）
- ザ・カセットテープ・ミュージック歌謡ショー ～シティ・ポップの逆襲～（2020年10月6日、streaming+）
- チャンスの時間（2021年5月 - 、ABEMA SPECIAL） - 不定期出演
- 佐久間宣行のNOBROCK TV（2022年4月、株式会社アドレア）

### 声優・吹き替え
アニメ
- 映画『超劇場版ケロロ軍曹 撃侵ドラゴンウォリアーズであります!』(2009年) - 観光客 役（声の出演）

### ラジオ
- DJ Tomoaki's Radio Show!（2009年7月30日、2010年2月4日、4月11日※浜松にて出張公開放送、下北FM） - アシスタントMC
- アイドリング!!! 横山ルリカと河村唯のオールナイトニッポンモバイル（2010年2月3日、ニッポン放送）
- POWER BAY MORNING「Sound of Vietnam」(2019年3月 - 5月、bayfm)
  - bayfm SPECIAL「Sound of Vietnam 〜音楽の架け橋〜」(2019年6月)

### CM・広告・イメージモデル
- ベトナム料理店「REN」(2019年6月 - 、REN大森)

### イベント
- 長野せりな芸能生活25周年イベント!!!（2023年5月7日、ロフトプラスワン）
- 東京ドロンパ BIRTHDAY PARTY supported by めちゃコミック（2023年9月23日、味の素スタジアム周辺） - アイド“ロ”ング!!!名義[38]
- bpm20th記念イベント「うめ子の1日店長!!!」（2024年2月12日、bar plastic model）
- 『でか美祭2025〜8月8日はでか美ちゃんINFINITY∞〜』「あの歌声をもう一度！アイドルOG歌合戦」（2025年8月8日、Spotify O-EAST）[75]

### 音楽活動

#### CDシングル
- こねこねこ「Sailing」（2004年5月26日、ユニバーサルミュージック）

#### プロデュース
アイドリング!!!名義
- TOKYO IDOL FESTIVAL（お台場・青海特設会場）
  - 川村梅子モーニング歌謡ショー（2012年8月5日）
  - スナックうめ子 (2012年8月4日) (2013年7月27日) (2015年8月1日) (2016年8月5・6・7日※メンテナンス名義）
- 渋はちライブ（マウントレーニアホール渋谷）
  - 河村唯プロデュースライブ（2013年3月27日）
  - 梅酒とゆかいな仲間たち（2014年1月15日）
  - 大人アイドリング!!!〜20歳越えで弾けちゃいますSP!（2014年12月10日）
  - 河村に演出されたいメンバー大集合!（2015年1月28日）

ほか

#### ライブイベント
定期出演
- IJICHI's Living Door (東新宿 真昼の月夜の太陽 / 恵比寿天窓.switch / 千駄ヶ谷GRAPES KITASANDO / 銀座Miiya Cafe)
  - 2016年：vol.216 (7月22日), vol.222 (9月9日), vol.228 (10月31日), vol.235 (12月16日)
  - 2017年：vol.238 (1月6日), vol.246 (2月24日), vol.249 (3月24日), vol.256 (5月3日), vol.264 (6月15日), vol.271 (8月2日), vol.280 (9月19日), vol.283 (10月9日), vol.288 (11月5日), vol.296 (12月21日)
  - 2018年：vol.299 (1月17日), 300回記念vol.2 (2月2日), vol.313 (3月21日), vol.317 (4月20日), vol.323 (5月17日), vol.328 (6月10日), vol.329 (6月19日), vol.333 (7月11日), vol.341 (8月30日), vol.346 (9月24日), vol.358 (12月20日)
  - 2019年：vol.371 (3月27日), vol.374 (4月12日), vol.378 (5月17日), vol.388 (7月26日), vol.393 (8月18日), vol.394 (9月20日), 400回記念SP (10月22日), vol.405 (11月27日), vol.408 (12月20日)
  - 2020年：vol.410 (1月13日), vol.412 (1月21日), vol.416 (2月22日)
  - 2022年：vol.515 (5月20日)

客演
- SMKT 69demo League vol.6 (2016年5月5日、下北沢ろくでもない夜)
- コラソンライブ
  - コラソンフェス (下北沢GARDEN)
    - vol.16 (2016年6月21日),vol.19 (2016年9月20日)

  - コラソンウェイ (渋谷Milkyway)
    - vol.7 (2016年9月29日). vol.36 (2018年1月9日)
- デリシャカス2016『河村唯 in デリシャカス』(2016年7月19日・8月19日、赤坂サカス)
- (有)申し訳ないと『(有)申し訳AFTERNOON 20周年SP＠代官山UNIT』(2016年12月18日、代官山UNIT) - アイドリング!!!OG名義
- お台場みんなの夢大陸 マイナビステージ 『真夏のアイドルライブ』(2017年7月28日、フジテレビ本社屋)
- 遠藤舞LAST LIVE -最終回- 第一部 (2017年12月16日、南青山CAY)
- 有楽町ベンチーズ主催ライブ公式戦 第6戦 『ベンチーズのいつかはジューンブライド』(2018年6月4日、新宿SAMURAI)
- KANAGAWA FESTIVAL in HANOI（ベトナム・ハノイ）
  - 2018（2018年11月17日・18日）
  - 2019（2019年11月16日・17日）
- Hoi tet nguyen dan ky hoi「HOI AN 2019」(2019年2月4日、ベトナム・ホイアン)
- EARTH HOUR 2019 in YOKOHAMA（2019年3月30日、横浜市 JR桜木町駅前）
- 曽根由希江Birthday ワンマンLIVE 2019（2019年5月10日、銀座ヤマハホール）
- ベトナムフェスティバル 2019（2019年6月9日、渋谷代々木公園）
- ベトナムフェスタ in 神奈川 2019（2019年9月7日・8日、神奈川県日本大通り 他）
- アリヌーフェスvol.2（2025年2月8日、下北沢ろくでもない夜）

## 書籍
（掲載）
- ザ・カセットテープ・ミュージックの本 ～つい誰かにしゃべりたくなる80年代名曲のコードとかメロディの話～（2020年10月10日、リットーミュージック）

### カレンダー
- 河村唯 2011年カレンダー（2010年9月25日、トライエックス）
- 河村唯 2014年カレンダー（2013年10月19日、トライエックス）[76]
- 河村唯 2015年カレンダー（2014年10月18日、トライエックス）[77][64]
- 河村唯 2016年カレンダー（2015年10月24日、トライエックス）[78]

## 梅酒名義

### バラエティ
テレビ
- 八千代コースター（2016年4月23日 - 5月14日、新潟総合テレビ) - コーナー企画

配信テレビ・アプリ
- はまぐちコントサークル〜企画編〜 「スナックうめ子スペシャル」 (2015年11月 - 、SHOWROOM) - MC
- 梅酒の休肝日（2016年2月 - 2019年12月、SHOWROOM) - MC
- TOKYO IDOL FESTIVAL
  - TIF2016『スナックうめ子 NIGHT』(2016年8月5日 - 7日、SHOWROOM) - MC
  - TIF2016『アフター スナックうめ子』(2016年8月5日 - 6日、ニコニコ生放送) - MC
  - TIF2017『スナックうめ子2017 〜ママのいない夏〜』(2017年8月4日、SHOWROOM) - MC
  - TIF2018『スナックうめ子2018夏 〜今年もいろいろあるよねー〜』(2018年8月3日 - 5日、SHOWROOM) - MC
  - TIF2019『スナックうめ子2019夏』(2019年8月2日 - 4日、SHOWROOM) - MC
  - TIFオンライン2020『スナックうめ子オンライン2020』(2020年10月2日 - 4日、SHOWROOM) - MC
  - TIF2021『スナックうめ子2021』(2021年10月2日 - 3日、SHOWROOM) - MC
  - TIF2022『スナックうめ子2022 新装開店!!』『cafeうめ子2022 新装開店!!』（2022年8月5日 - 7日、SHOWROOM） - MC
  - TIF2023『スナックうめ子2023』（2023年8月6日、SHOWROOM） - MC
  - TIF2024『スナックうめ子2024』（2024年8月4日、SHOWROOM） - MC
  - TIF2025『スナックうめ子2025』（2025年8月1日、SHOWROOM） - MC

### イベント
- TOKYO IDOL FESTIVAL（フジテレビ本社屋/特設会場）
  - TIF2016（2016年8月5日 - 7日)[79]
    - 『メンテナンス LIVEステージ』『スナックうめ子 NIGHT』他

  - TIF2017（2017年8月4日)[80]
    - 『メンテナンス LIVEステージ』『スナックうめ子〜2017 ママのいない夏〜』

  - TIF2018（2018年8月3日 - 5日)
    - 『スナックうめ子2018夏 〜今年もいろいろあるよねー〜』

  - TIF2019（2019年8月2日 - 4日)
    - 『スナックうめ子2019夏』他

  - TIFオンライン2020（2020年10月2日 - 4日)
    - 『スナックうめ子オンライン2020』

  - TIF2021（2021年10月2日 - 3日）
    - 『スナックうめ子2021』

  - TIF2022（2022年8月5日 - 7日）
    - 『スナックうめ子2022 新装開店!!』『cafeうめ子2022 新装開店!!』

  - TIF2023（2023年8月6日）
    - 『スナックうめ子2023』

  - TIF2024（2024年8月4日）
    - 『スナックうめ子2024』

  - TIF2025（2025年8月1日）
    - 『スナックうめ子2025』
- 掟ポルシェのアイドル依存症 VOL.7（2016年8月23日、LOFT9 Shibuya)
- お台場みんなの夢大陸『梅酒 fromメンテナンス LIVE』(2016年8月28日・2017年8月28日、フジテレビ本社屋/特設会場)
- 天才劇団バカバッカ
  - 『めちゃバカSpecial!』(2016年12月27日、浅草六区ゆめまち劇場)[81]
  - 『めちゃバカ4〜男前劇団チョコバッカ〜』(2017年2月23日、グラスダンス新宿)
  - 『めちゃバカ5〜新学期スペシャル〜』(2017年4月23日、浅草六区ゆめまち劇場)
- 100点un・チョイス！ 3周年記念イベント（2017年9月16日、浅草六区ゆめまち劇場)
- はまぐちコントサークル「スナックうめ子特別編2024」（2024年11月9日、フジテレビ本社 マルチシアター）